# Cyttarops alecto
Cyttarops alecto је сисар из реда слепих мишева (Chiroptera) и фамилије Emballonuridae.

## Угроженост
Ова врста је наведена као последња брига, јер има широко распрострањење и честа је врста.

## Распрострањење
Ареал врсте покрива средњи број држава. 
Врста је присутна у Бразилу, Колумбији, Панами, Никарагви, Костарици, Гвајани, Суринаму, Француској Гвајани и Венецуели.

## Станиште
Врста је присутна на палмином дрвећу, до висине од 500 метара.

## Начин живота
Храни се инсектима које хвата у ваздуху.